# Дак Хил (Мисисипи)
Дак Хил (енгл. Duck Hill) град је у америчкој савезној држави Мисисипи.

## Демографија
По попису из 2010. године број становника је 732, што је 14 (-1,9%) становника мање него 2000. године.
| Група             | 2000.       | 2010.       |
| Белци             | 264 (35,4%) | 222 (30,3%) |
| Афроамериканци    | 472 (63,3%) | 495 (67,6%) |
| Азијати           | 0 (0,0%)    | 0 (0,0%)    |
| Хиспаноамериканци | 6 (0,8%)    | 5 (0,7%)    |
| Укупно            | 746         | 732         |